# Caterpillar 330

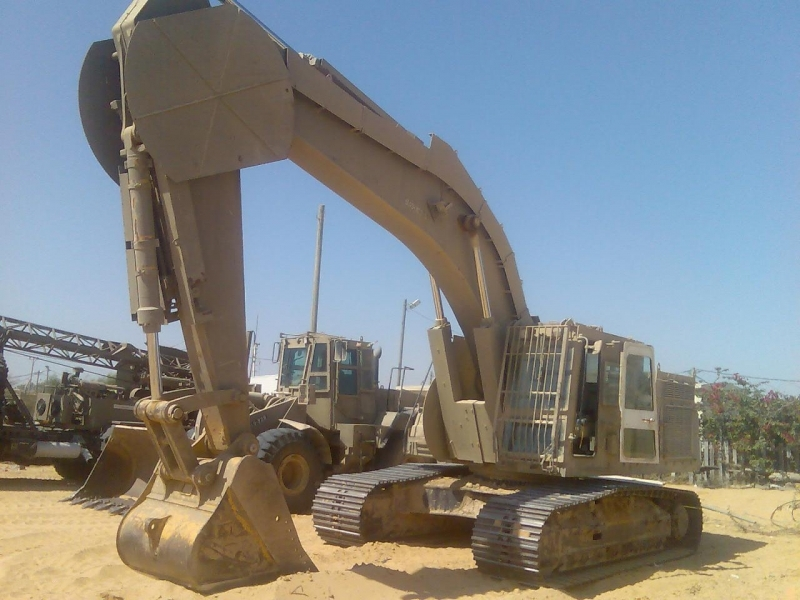
Caterpillar 330 Армии Обороны Израиля

Caterpillar 330 — средний гусеничный экскаватор производства американской компании Caterpillar.
Имеет мощность 273 л.с., массу около 31 тонны, крутящий момент на стреле 86 килоньютон-метров и глубину копания до 6,5 метров. Этот экскаватор используется для средних и земляных работ, рытья каналов, строительства и сноса зданий . Экскаватор можно заказать в нескольких комплектациях, в которых в зависимости от назначения различаются длина и сила копающей руки, размер ковша, длина и ширина гусениц.
На сегодняшний день производятся две модели: 330 и 330GC.
Бронированная версия модели 330 используется Боевым инженерным корпусом ЦАХАЛа. Основная задача — обнаруживать туннели и подземные укрепления противника, разрушать здания и строить укрепления.